# Suburban Casuals
Suburban Casuals var en gruppe hardcore fans - såkaldte casuals - som støttede Brøndby IF. Suburban Casuals blev opløst som gruppe i 2013.
Suburban Casuals blev opstartet i 2000, som en såkaldt paraply-organisation for de uofficielle grupperinger på Faxe-tribunen i Brøndby, i erkendelse af, at stemningen til Brøndby IF's kampe, var blevet ringere og ringere de seneste år. Bacardi Army, Matroserne, Gelbe Armé Fraktion og Anti Leoni blev en del af Suburban Casuals. Med tiden, ændrede Suburban Casuals sig fra at være en paraply-organisation, til at være en egentlig gruppering. Suburban Casuals var den første gruppe i Danmark, der bekendte sig til Casual kulturen, men senere har man set grupper som Odense Casuals, Horsens Casuals m.fl.
Suburban Casuals var gruppen, der genindførte pyroteknikken til Brøndbykampe. Det er gruppen som også, i samarbejde med Brøndby Support, skabte Brøndby Tifo.
I 2004 dannedes Brøndby Casuals Youth, den fraktion der blev kendt som Suburban Baby Crew, som ungdomsafdeling til Suburban Casuals. Baby Crew har efter SC's opløsning slået sig sammen med Supras Vestegnen og dannet gruppen Deling 43.